# Syndrom KZ
Syndrom KZ – syndrom poobozowy występujący u byłych więźniów obozów koncentracyjnych, przez co nie mogą oni przystosować się do reszty społeczeństwa. Mają przewartościowany system wartości, na ich postępowanie w zasadniczy sposób wpływają wspomnienia z miejsca odosobnienia; jednym z przejawów syndromu KZ było gromadzenie żywności (np. kawałki chleba pod poduszką), choć ofiara syndromu była świadoma braku zagrożenia głodem.
Badania nad syndromem były szczególnie intensywne po zakończeniu II wojny światowej oraz w kilkadziesiąt lat później, gdy objawiły się problemy wśród dzieci ofiar obozów. Analizowano wpływ zaburzeń emocjonalnych rodziców będących więźniami na ich potomstwo. Między innymi zwracano uwagę na tzw. „transfer międzypokoleniowy” i trudności w budowaniu ufnych, empatycznych  relacji.

## W kulturze
Codzienne zmagania osób chorujących na syndrom KZ przedstawione zostały w polskim filmie fabularnym Dwie godziny poprzez postać szewca Leona, a także w serialu telewizyjnym Dom, gdzie osobą cierpiącą przez tę traumę jest postać doktora Sergiusza Kazanowicza.